# Digitaria maniculata
Digitaria maniculata är en gräsart som beskrevs av Otto Stapf. Digitaria maniculata ingår i släktet fingerhirser, och familjen gräs. Inga underarter finns listade i Catalogue of Life.